# Podocarpus totara
Podocarpus totara ist eine Pflanzenart aus der Gattung der Steineiben (Podocarpus) in der Familie der Steineibengewächse (Podocarpaceae). Sie ist in Neuseeland heimisch und wird dort Totara genannt.

## Beschreibung

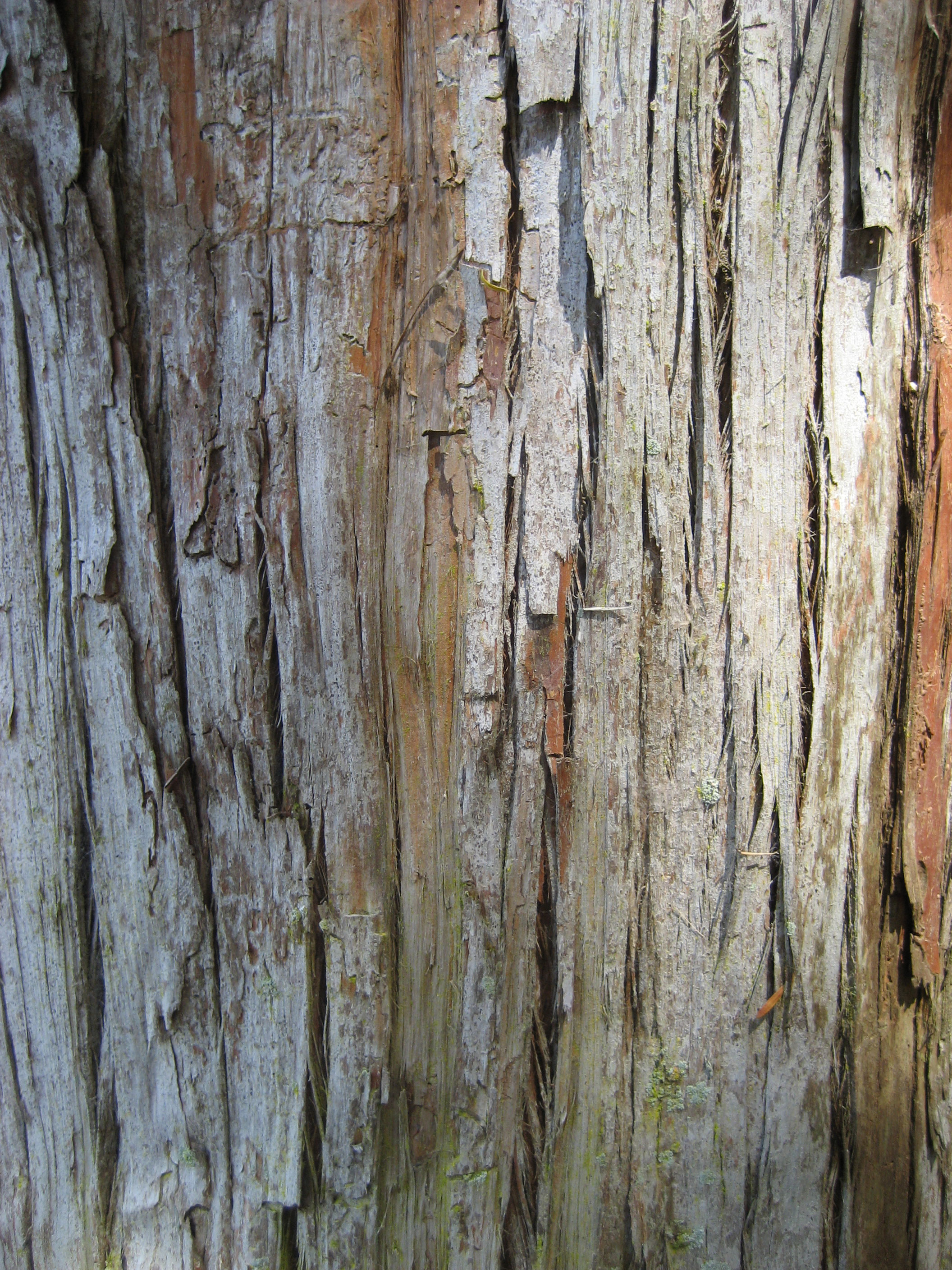
Borke eines Totara

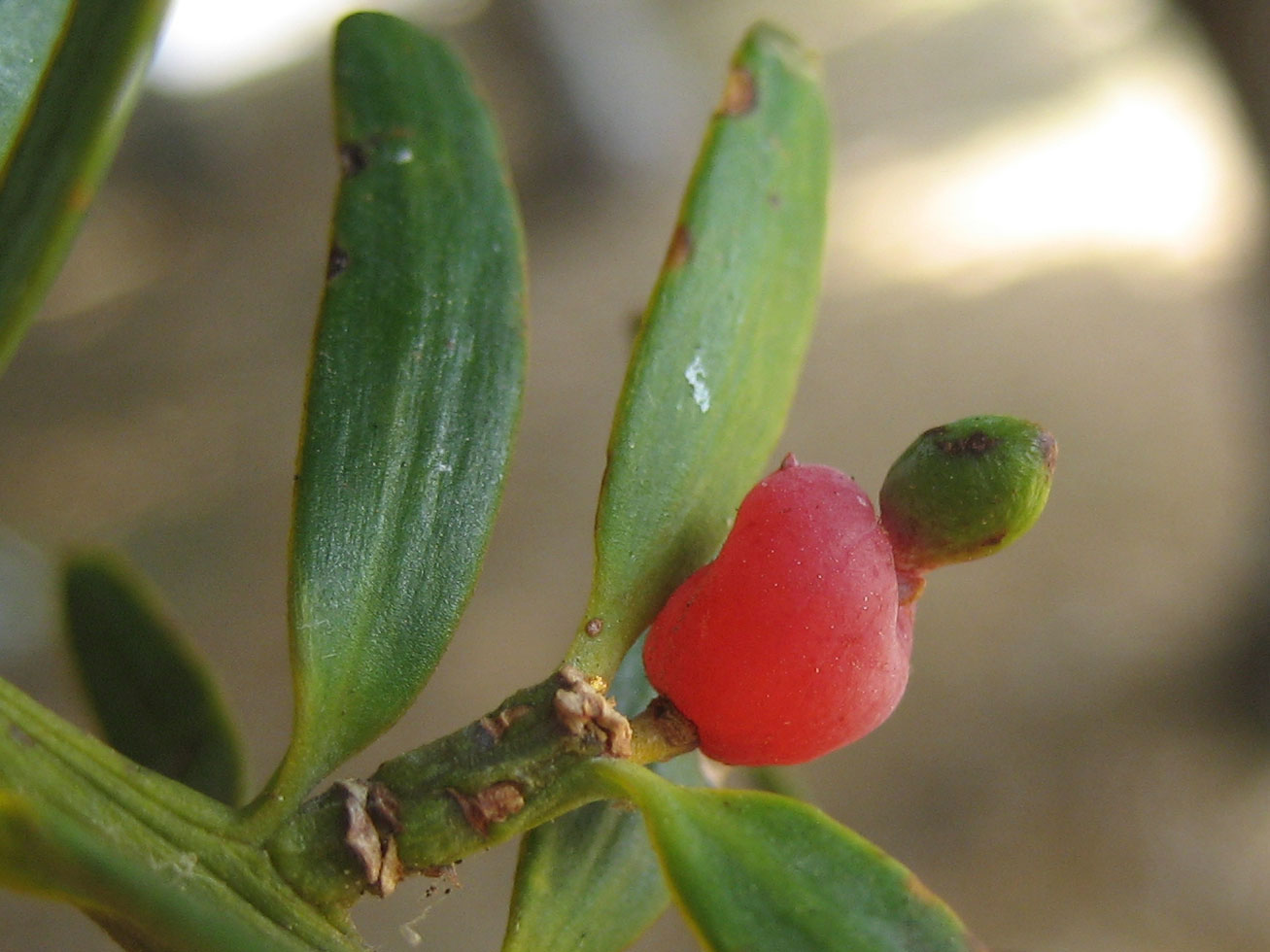
Arillus und Samen

### Vegetative Merkmale
Podocarpus totara ist ein langsamwüchsiger, mittelgroßer bis großer, immergrüner Baum, der Wuchshöhen von 20 bis 30 Metern, in Ausnahmefällen als über das Kronendach ragender Emergent auch bis über 50 Metern erreicht. Er ist für seine Langlebigkeit und seinen großen Stammumfang von bis über 3 Metern bekannt.  Damit ist sie die größte Art in der Familie der Steineibengewächse (Podocarpaceae). Die Borke älterer Exemplare ist korkig, dick, gefurcht, schält sich in papierartigen Streifen ab und hat einen grauen bis goldbraunen Farbton.
Die etwa 2 Zentimeter langen, mattgrünen, flachen Blätter sind steif und ledrig.

### Generative Merkmale
Der Samenzapfen besteht aus zwei bis vier zu einem fleischigen, beerenartigen, roten Arillus (Samenmantel) verschmolzenen Schuppen. Der Samenzapfen enthält nur einen oder zwei runde Samen.
Die Chromosomenzahl beträgt 2n = 34.

### Größte Exemplare

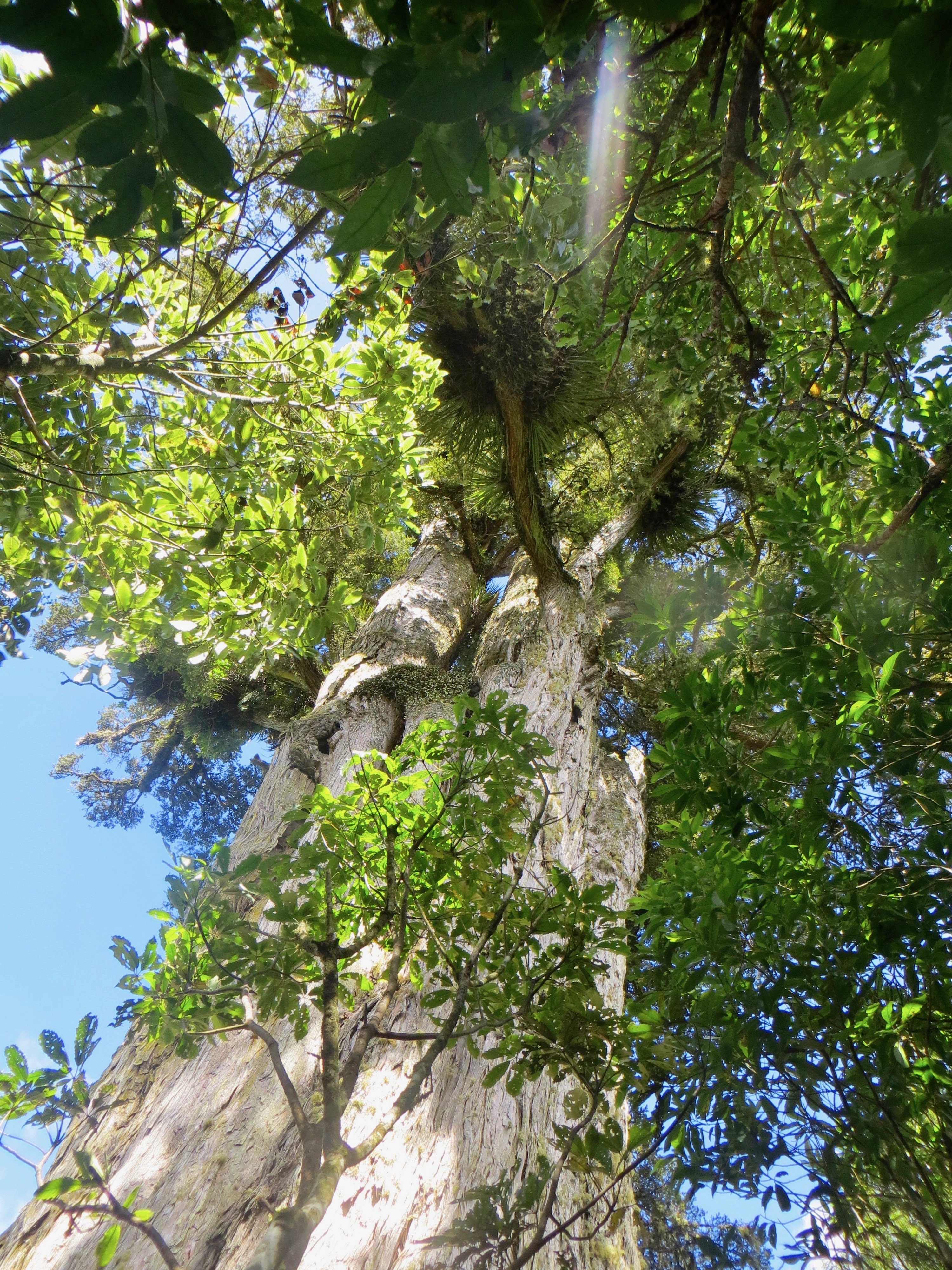
Der „Pouakani“ ist das lebende Exemplar mit der größten Wuchshöhe

Ein bekanntes Exemplar namens „Pouakani“ hat eine Wuchshöhe von 42,7 Meter bei einem Brusthöhendurchmesser von 3,88 Metern erreicht; es steht nahe Mangapeni im King Country, Southern Waikato. Sein Holzvolumen wird auf 203,7 m³ geschätzt. Das am Baum selbst angebrachte Informationsschild weist allerdings falsche Daten für Wuchshöhe, Stammdurchmesser und Holzvolumen aus. Die Koordinaten des Standortes sind 38,46716° S und 175,61928° O. Ein mit 51 Metern noch höherer Baum steht im Pureora Forest Park.

## Ähnliche Art
Eine nahe verwandte Art von Podocarpus totara ist Podocarpus nubigenus Lindl. aus Südamerika, die nur schwer zu unterscheiden ist. Das beste Unterscheidungsmerkmal sind die graugrünen Blätter von Podocarpus totara im Vergleich zu den etwas heller grünen Nadeln von Podocarpus nubigenus.

## Vorkommen und Gefährdung
Podocarpus totara kommt in Neuseeland auf der Nordinsel und der nordöstlichen Südinsel vor.
Sie gedeiht in den Wäldern des Tieflandes, des Berglandes und im unteren Bereich der subalpinen Vegetationszone in Höhenlagen bis zu 480 Metern, in Ausnahmefällen bis 600 Metern.
Podocarpus totara wurde 2013 in der Roten Liste der gefährdeten Arten der IUCN als „Least Concern“ = „nicht gefährdet“ bewertet. Durch Abholzung und Verlust von Biotopen ist historisch der Bestand stark reduziert worden. Fortlaufend verringert sich die Zahl an blühfähigen Exemplaren.

## Systematik
Die Erstbeschreibung von Podocarpus totara erfolgte 1828 George Bennett, der den Namen von David Don übernommen hatte, in Aylmer Bourke Lambert: A description of the genus Pinus., 2. Auflage, Seite 184. Synonyme für Podocarpus totara G.Benn. ex D.Don sind: Podocarpus totara D.Don ex Hook., Nageia totara (G.Benn. ex D.Don) F.Muell.
Bei manchen Autoren gibt es von Podocarpus totara zwei Varietäten:
- Podocarpus totara G.Benn. ex D.Don var. totara[5]
- Podocarpus totara  var. waihoensis Wardle: Dieser Endemit kommt nur in einem sehr kleinen Areal von der Westküste der Südinsel bis zu den Kaskaden des Waiho River vor.[6] Sie wird von manchen Autoren nicht als Varietät anerkannt, da vermutet wird, dass es sich um eine Hybride handelt.[1]

## Nutzung
Das Holz ist hart, hat einen geraden Faserverlauf und ist sehr fäulnisbeständig. Deshalb wurde es oft für Zaunpfähle, als Unterbau für Fußböden und Eisenbahnschwellen verwendet. Totara auch das wichtigste Holz für die Schnitzereien der Māori. Bei einem rund 600 Jahre alten archäologischen Fund an der Nordwestküste der Südinsel Neuseelands wurden aufgearbeitete Rindenstreifenbündel von Podocarpus totara nachgewiesen, die der Abdichtung eines seetüchtigen Kanus (Anaweka waka) dienten.